# Allotinus silarus
Allotinus silarus är en fjärilsart som beskrevs av Hans Fruhstorfer 1915. Allotinus silarus ingår i släktet Allotinus och familjen juvelvingar. Inga underarter finns listade i Catalogue of Life.